# Hercegovina

Přibližný rozsah Hercegoviny na mapě Bosny a Hercegoviny

Hercegovina (jinými názvy také Hum, Zahumlje či Humska zemlja) je historické území, nacházející se na jihu Bosny a Hercegoviny, mezi Chorvatskem a Černou Horou. Jeho rozloha je okolo 10 000 km² (přesné hranice nejsou stanoveny). Centrem oblasti je Mostar. Jedná se o hornatou (nejvyšší vrchy přesahují 2000 m) řídce osídlenou oblast (zatímco Hercegovina tvoří 20 % území státu, nachází se tu pouze 10 % obyvatel) s četnými kaňony, horami, poljemi a hustými lesy. Neumským koridorem se dotýká pobřeží Jaderského moře. Území se do značné míry shoduje s povodím Neretvy, na jihu je významným tokem Trebišnjica.
Název je odvozen z německého slova Herzog („vévoda“; přes maďarskou podobu herceg), a má tedy etymologicky stejný význam jako Vojvodina (= „vévodova země, vévodství“). Stejný původ má i název (černohorského) města Herceg Novi na břehu Boky Kotorské, u jižního cípu území Hercegoviny.
Z hlediska jazykového vývoje Chorvatska, Srbska ale i BaH má Hercegovina podstatný význam, neboť se zde začala formovat současná podoba současného jazykového systému všech tří zemí.[zdroj?]
Podle údajů z roku 1991 byli obyvateli Hercegoviny největší měrou Chorvati (206 457), dále Bosňáci (112 948) a Srbové (93 047), také Jugoslávci (18 494) a ještě přes 6 000 lidí s jinou národností; celkem tu žilo 437 000 lidí. V současné době je rozdělena na dvě poloviny; západní, která patří Federaci Bosny a Hercegoviny a východní, která je nejjižnější součástí Republiky srbské.

## Historie
Vévodou, který Hercegovině vládl, byl v polovině 15. století Stefan Vukčić Kosač, titul získal korunovací v klášteru Mileševo. Tehdejší území bylo ale rozsáhlejší než to dnešní; jeho součástí byly i oblasti západněji na bosensko-chorvatské hranici a některé regiony v dnešním Srbsku.
Po krvavých válkách v roce 1485 Hercegovinu definitivně dobyla Osmanská říše. Vzniknul pašalik Bosna (později Bosna-Hercegovina), jehož součástí byl sandžak Hercegovina (turecky Hersek) s hlavním městem Mostarem. Hercegovská města Mostar a Stolac byla důležitými obchodními centry na cestě z Dubrovníku do vnitrozemí.
Rozhodnutím Berlínského kongresu se přičlenila větší část Herzegoviny k Rakousku-Uhersku. Východní část (tzv. Stara Hercegovina) osmanské Hercegoviny připadla naopak černohorskému knížectví.

## Obyvatelstvo

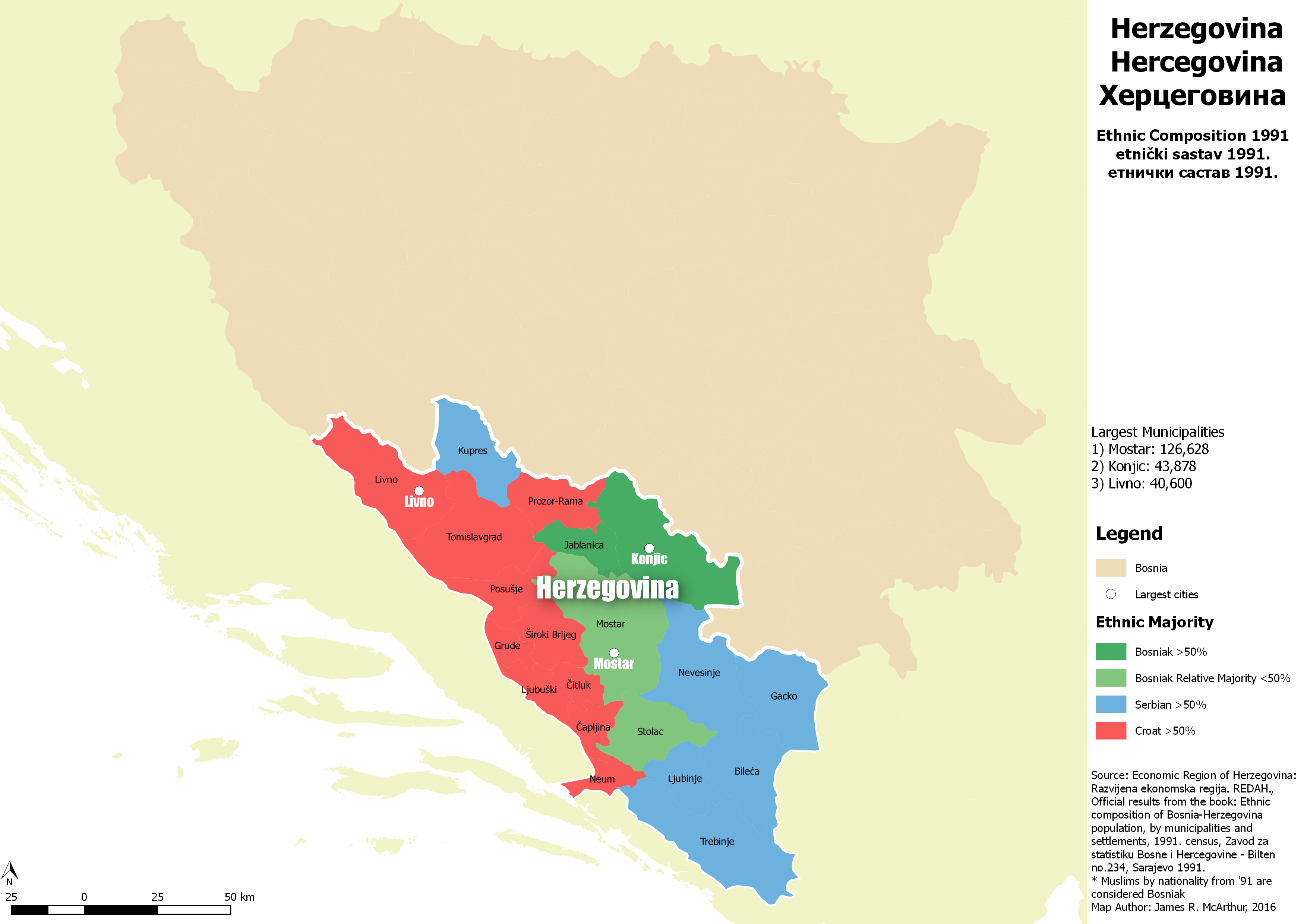
Etnické složení Hercegoviny v roce 1991

Místní obyvatelé Hercegoviny jsou známí pod demonymem Hercegovinci (Hercegovci / Херцеговци; jednotné číslo mužského rodu: Hercegovac / Херцеговац, ženského rodu: Hercegovka / Херцеговка). Zatímco populace Hercegoviny byla v průběhu historie etnicky smíšená, válka v Bosně v 90. letech vyústila v masové etnické čistky a rozsáhlé vysídlení národů. Poslední předválečné sčítání lidu v roce 1991 zaznamenalo 437 095 obyvatel.
- Chorvati obecně obývají oblasti nejblíže k chorvatským hranicím se zaměřením na Mostar, Ljubuški, Široki Brijeg, Čitluk, Grude, Posušje, Čapljina, Neum, Stolac, Ravno a Prozor-Rama.
- Bosňáci žijí hlavně v oblastech podél Neretvy, jako je Mostar, Konjic a Jablanica, ve významné míře v Stolaci, Čapljině, Prozor-Rama a v menší míře v Nevesinje, Gacku, Trebinje.
- Srbové jsou většinou ve východní Hercegovině, včetně obcí Berkovići, Bileća, Gacko, Istočni Mostar, Ljubinje, Nevesinje a Trebinje.

Demografické složení Západohercegovského kantonu, Hercegovsko-neretvanského kantonu a východní Hercegoviny podle sčítání lidu z roku 2013 je:
| Etnické složení | Etnické složení | Etnické složení |
| --------------- | --------------- | --------------- |
| Etnická skupina | Počet           | Procent         |
| Chorvati        | 212 428         | 55,2%           |
| Bosňáci         | 94 895          | 24,7%           |
| Srbové          | 70 952          | 18,4%           |
| Ostatní         | 6 483           | 1,7%            |
| Celkem          | 384 743         | 100%            |

## Administrativní jednotky BIH, nacházející se alespoň částečně v Hercegovině
- Hercegovsko-neretvanský kanton
- Západohercegovský kanton
- Region Trebinje

## Známé osobnosti, pocházející z Hercegoviny
- Sveti Vasilije Ostroški
- Jovan Dučić
- Jovan Deretić
- Vladimir Gaćinović
- Bogdan Žerajić
- Vladimir Ćorović
- Aleksa Šantić
- Svetozar Ćorović
- Blagoje Parović